# Красно на Кисуци
Красно на Кисуци (слч. Krásno nad Kysucou) је град у Словачкој који се налази у оквиру Жилинског краја, у саставу округа Чадца.

## Географија
Красно над Кисуцоу је смештено у крајње северном делу државе, близу државне границе са Пољском - 10 км северно од града. Главни град државе, Братислава, налази се 220 km јужно од града.
Рељеф: Красно над Кисуцоу се развила у словачком делу планинског била Високих Татри, који су овде граница са Пољском. Насеље се налази у долини реке Кисуце. Подручје око града је планинско, на приближно 380 m надморске висине.
Клима: Клима у Красном над Кисуцоу је умерено континентална.
Воде: Красно над Кисуцоу се развило на реци Кисуци. Град се пружа са обе стране реке.

## Историја
Први помен о граду се јавља 1325. године као Красна Патрила. Имена града су се мењала 1352. Красана (Crasana), 1508. Красно, 1808. Кисуцке Красно, 1920. године под данашњим именом. Град је имао 30 кућа, 253 породице и 1420 становника 1598. године.
Красно је свој изглед почело да мење тек на крају 18. века када су фрањевци из града Жилина добили задатак да воде цркву са привредним објектиме у граду. Патер Аркадиус Надхорански је 1794. године дао да се изгради парохијска зграда са привредним објектима. У Красно је први свештеник дошао тек 1799. године- Павол Жуфа. Красно је већ тада било поданичка општина Жилине и брзо се развијало као и остале општине око ње и 1828. године је имало 325 кућа и 2346 становника.
За 19. век је саграђена нова црква св. Андрије и Трг на коме је била и властита пијаца. Красно је било спојено са железницом тзв Кошицко- бохумилцком железницом и 1871. године је добило и властиту железничку станицу. Основ за будућу дрвопрерађивачку привреду је била пилана од 1895. године а нотарски уред је био од 1898. године. У 20. веку највише се развија град. 1903/1905. постављен је мост преко реке Кисуце од дрвета али је уништен и није био поново грађен. Нова 3 камена моста изграђена су од стране италијанским градитеље мостова, доданас сажуван је мост од армираног бетона Јана Непомуцког преко реке Бистрице који је најстарији мост ове врсте и он ту стоји од 1891. године али већ не постоји камени мост који је недалеко постојао и који је био за ускотречну железницу које је довозила дрво за пилану из Остраве. До данас се у реци виде два стуба и због ових старих мостова су град прозвали и „Град Мостова“.
Први светски рат је негативно утицао на развој града и мобилисани су били сви становници до 37 година који су се после четворогодишњег ратовања многи вратили као инвалиди а погинуло је 30 Красњана од којих је један погинуо као осуђеник на смрт у Крагујевцу.
После проглачења Чешко-Словачке Републике је живот почео да процветава. Основана је жандарска станица, добровољно ватрогасно друштво и спортски клуб Сокол (данашњи „МШК Татран Красно над Кисуцоу"). У Красну су радиле многе занатлије у првом реду угоститељи и млинари. 1938. године је Красно имало 3563 становника. 1935. године је пуштен у граду први филм у позоришној дворани друштва за прехрамбене производе и тако је настало кино Липа. Нестећно доба је настало за три јеврејске породице које су биле депортоване у логоре и ту изгубили животе. Рат није обишао ни овај град.
После пораза Вермахта у општини је била стационирана Црвена армија. После рата је почео нови почетак и у обновљеној Чешко- Словачкој су спровођене велике реформе. Почела је велика изградња стамбених зграда и градила су се нова насеља. Красно је имало 5100 становника. Изграђени су између осталог и нови дом културе, нова железничка станица а крајем 20. века ту станује више од 7000 становника и 2001. године је Красно добило градски статут.

### Легенда Красна над Кисуцоу
Центар данашњег града је био у прошлости ненастаљена област која је имала мочварни карактер. Људи су живели на околним узвишењима. Један од њих је био и Јан Красно. Тог пастира оваца су посетила госпда из Будимске столице и питали су га како му се у тој области које је тако мало настањена живи. Пастир није знао добро господски језик и мислио је да га питају како се зове и но је рекао Красно. И како се ту живело красно (лепо) тај мало настањени крај се прозвао красно, касније "Crasina", и „Красно над Кисуцов“ по реци Кисуца.
Крајем 1918. Красно над Кисуцоу је постало део новоосноване Чехословачке. У време комунизма дошло је до нагле индустријализације, па и до наглог повећања становништва. После осамостаљења Словачке град је постао њено општинско средиште, али је дошло до привредних тешкоћа у време транзиције.

## Становништво
| Година:    | 1994. | 2004.   | 2014.   | 2024.   |
| ---------- | ----- | ------- | ------- | ------- |
| Број људи: | 6863  | 7038    | 6831    | 6506    |
| Разлика:   |       | +2,54 % | -2,94 % | -4,75 % |

| Година:    | 2023. | 2024.   |
| ---------- | ----- | ------- |
| Број људи: | 6544  | 6506    |
| Разлика:   |       | -0,58 % |

Данас Град има нешто преко 6.500 становника и последњих година број становника стагнира.
Етнички састав: По попису из 2021. састав је следећи:
- Словаци - 97,3%,
- Чеси - 0,5%,
- остали.

Верски састав: По попису из 2001. састав је следећи:
- римокатолици - 88,5%,
- атеисти - 7,0%,
- остали.

## Партнерски градови
- Френштат под Радхоштјем